# Whitley Stokes (Keltologe)

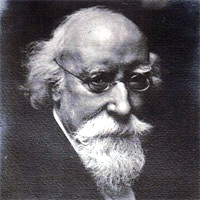
Whitley Stokes

Whitley Stokes (* 28. Februar 1830 in Dublin, Irland; † 13. April 1909 in London, England) war ein irischer Rechtsanwalt, Gelehrter und Keltologe.

## Leben
Er war der Sohn von William Stokes (1804–1878) und ein Enkel von Whitley Stokes (1763–1845), beide Physik-Professoren an der Universität von Dublin. Seine Schwester Margaret Stokes war eine Schriftstellerin und Archäologin. Stokes besuchte das St. Columba College in Munster. 1847 kam er ins Trinity College Dublin, wo er 1851 als Bachelor of Arts graduierte. Er arbeitete bis zu seiner Abreise nach Indien 1862 in London. In Indien war er als Sekretär des Generalgouverneurs des Legislativrats und anschließend als Sekretär der parlamentarischen Legislative (legislative department) tätig. 1865 ehelichte er Mary Bazely, mit der zwei Söhne und zwei Töchter hatte. Von 1877 bis 1882 war er Mitglied des Gesetzesrats der Staats- und Regierungschefs, wobei er 1879 zum Präsidenten der Indischen Gesetzeskommission ernannt wurde. 1882 reiste er zurück nach London und wurde Generalgouverneur des Legislativen Rates. 1884 heiratete er Elizabeth Temple, die 1901 verstarb.
In ihrem Gründungsjahr 1902 wurde er Mitglied der British Academy. Seit 1891 war er auswärtiges Mitglied der Académie des Inscriptions et Belles-Lettres.

## Werke
- Three Irish Glossaries (1862)
- Gwreans an Bys: the Creation of the World, (1864; Übersetzung von William Jordans kornischem Drama (1611))
- Three Middle-Irish Homilies (1877)
- Old Irish Glosses at Merzburg and Carlsruhe (1887)
- Irische Texte published at Leipzig (1880–1900), (Mitherausgeber: Ernst Windisch)
- The Anglo-Indian Codes (1887).
- Lives of Saints from the Book of Lismore (1890) (Übersetzer); siehe Leabhar Mhic Cárthaigh Riabhaigh
- Urkeltischer Sprachschatz. Wortschatz der keltischen Spracheinheit. Übersetzt und bearb. v. Adalbert Bezzenberger. Vandenhoeck & Ruprecht, Göttingen 1894 (Neudruck 1979: ISBN 978-3-525-26404-1).
- Thesaurus Palaeohibernicus. A Collection of Old-Irish Glosses, Scholia, Prose, and Verse. Dublin Institute for Advanced Studies, Dublin 1901–1903 (Neudruck 1987); Mitherausgeber: John Strachan.